# 적도 기니의 코로나19 범유행
다음은 적도 기니의 코로나19 범유행 현황에 대한 설명이다.
2019~20년 코로나바이러스 대유행은 2020년 3월 적도 기니에 도달한 것으로 확인됐다. 적도 기니는 의료체계가 취약해 발병에 취약하다.

## 배경
세계보건기구(WHO)는 12일 2019년 12월 31일 처음 WHO의 주목을 받았던 중화인민공화국 후베이성 우한시의 한 집단에서 신종 코로나바이러스가 호흡기 질환의 원인임을 확인했다. 이 군단은 처음에 우한화난수산물도매시장과 연결되어 있었다. 그러나 실험실 확정 결과가 나온 그 첫 사례들 중 일부는 시장과 연관성이 없었고, 전염병의 근원은 알려져 있지 않다.
2003년 사스와 달리 COVID-19의 경우 치명률은 훨씬 낮았지만, 총 사망자 수가 상당할 정도로 감염 경로는 훨씬 더 컸다. COVID-19는 전형적으로 약 7일 정도의 독감과 유사한 증상을 보이며, 그 후 일부 사람들은 병원에 입원해야 하는 바이러스성 폐렴의 증상으로 발전한다. 3월 19일부터 COVID-19는 더 이상 "높은 결과 감염병"으로 분류되지 않았다.

## 연혁
이 나라의 첫 번째 사례는 3월 14일 스페인 마드리드에서 적도 기니로 돌아온 말라보의 42세 여성으로 발표되었다.
3월 22일, 적도 기니는 코로나바이러스 확산을 막는 데 필요한 경제적, 물질적 자원의 동원을 용이하게 하기 위해 필요한 경보 상태를 선포했다. 바이러스를 억제하기 위한 특별 긴급 자금도 조성되었다.
3월 24일 현재 전국에서 9건이 발생했는데 모두 수입된 것이다. 당시 국내에는 커뮤니티가 확산된 사례가 확인된 바 있다.
리오무니와 안노본주에는 사례가 없다.

## 반응
아프리카 석유투자포럼이 연기됐다.
광산부와 탄화수소부는 대유행으로 인한 경제적 타격을 완화하기 위해 서비스 회사에 대한 수수료를 면제했다.

## 같이 보기
- 아프리카의 코로나19 범유행
- 나라별 코로나19 범유행